# 2830 Greenwich
2830 Greenwich је астероид главног астероидног појаса са средњом удаљеношћу од Сунца која износи 2,378 астрономских јединица (АЈ).
Апсолутна магнитуда астероида је 12,64.